# Solva clavata
Solva clavata är en tvåvingeart som beskrevs av Yang och Akira Nagatomi 1993. Solva clavata ingår i släktet Solva och familjen lövträdsflugor. Inga underarter finns listade i Catalogue of Life.